# 100 mètres dos féminin aux Jeux olympiques d'été de 2024
Cet article traite de l'épreuve féminine. Pour la compétition masculine, voir 100 mètres dos masculin aux Jeux olympiques d'été de 2024.
Navigation
Tokyo 2020 Los Angeles 2028
Le 100 mètres dos féminin est une épreuve de natation des Jeux olympiques d'été de 2024 qui a lieu les 29 et 30 juillet 2024 à la Paris La Défense Arena. 

## Médaillées
| Or                   | Or      | Argent            | Argent  | Bronze                  | Bronze  |
| Kaylee McKeown (AUS) | 57 s 33 | Regan Smith (USA) | 57 s 66 | Katharine Berkoff (USA) | 57 s 98 |

## Records
Avant cette compétition, les records dans cette discipline étaient :
| Record du monde  | 57.45 | Kaylee McKeown       | 13 juin 2021    | Adélaïde, Australie |
| Record olympique | 57.47 | Kaylee McKeown (AUS) | 27 juillet 2021 | Tokyo, Japon        |

## Calendrier
| Date             | Horaire | Manche       |
| ---------------- | ------- | ------------ |
| Lundi 29 juillet | 11 h 00 | Séries       |
| Lundi 29 juillet | 20 h 30 | Demi-finales |
| Mardi 30 juillet | 20 h 30 | Finale       |

## Résultats détaillés

### Séries éliminatoires
Les seize meilleurs temps se qualifient pour les demi-finales (Q).
| Rang | Série | Ligne | Athlète              | Pays                         | Temps         | Remarque |
| ---- | ----- | ----- | -------------------- | ---------------------------- | ------------- | -------- |
| 1    | 3     |       | Katharine Berkoff    | États-Unis                   | 57 s 99       | Q        |
| 2    | 5     |       | Regan Smith          | États-Unis                   | 58 s 45       | Q        |
| 3    | 4     |       | Kaylee McKeown       | Australie                    | 58 s 48       | Q        |
| 4    | 5     |       | Kylie Masse          | Canada                       | 59 s 06       | Q        |
| 5    | 3     |       | Emma Terebo          | France                       | 59 s 10       | Q        |
| 6    | 5     |       | Béryl Gastaldello    | France                       | 59 s 31       | Q        |
| 7    | 4     |       | Iona Anderson        | Australie                    | 59 s 37       | Q        |
| 8    | 4     |       | Carmen Weiler Sastre | Espagne                      | 59 s 57       | Q        |
| 9    | 4     |       | Roos Vanotterdijk    | Belgique                     | 59 s 68       | Q        |
| 10   | 3     |       | Kira Toussaint       | Pays-Bas                     | 59 s 84       | Q        |
| 11   | 4     |       | Wan Letian           | Chine                        | 59 s 87       | Q        |
| 12   | 5     |       | Ingrid Wilm          | Canada                       | 1 min 00 s 06 | Q        |
| 13   | 5     |       | Maaike de Waard      | Pays-Bas                     | 1 min 00 s 12 | Q        |
| 14   | 4     |       | Wang Xuer            | Chine                        | 1 min 00 s 15 | Q        |
| 15   | 4     |       | Louise Hansson       | Suède                        | 1 min 00 s 26 | Q        |
| 16   | 3     |       | Danielle Hill        | Irlande                      | 1 min 00 s 40 | Q        |
| 17   | 5     |       | Adela Piskorska      | Pologne                      | 1 min 00 s 47 |          |
| 18   | 3     |       | Kathleen Dawson      | Grande-Bretagne              | 1 min 00 s 69 |          |
| 19   | 3     |       | Medi Harris          | Grande-Bretagne              | 1 min 00 s 85 |          |
| 20   | 5     |       | Anastasiya Shkurdai  | Athlètes individuels neutres | 1 min 00 s 94 |          |
| 21   | 3     |       | Celia Pulido         | Mexique                      | 1 min 01 s 10 |          |
| 22   | 5     |       | Nika Sharafutdinova  | Ukraine                      | 1 min 01 s 47 |          |
| 23   | 4     |       | Emma Harvey          | Bermudes                     | 1 min 01 s 78 |          |
| 24   | 3     |       | Gabriela Georgieva   | Bulgarie                     | 1 min 02 s 16 |          |
| 25   | 2     |       | Aviv Barzelay        | Israël                       | 1 min 02 s 30 |          |
| 26   | 2     |       | Xeniya Ignatova      | Kazakhstan                   | 1 min 02 s 51 |          |
| 27   | 2     |       | Zuri Ferguson        | Trinité-et-Tobago            | 1 min 02 s 75 |          |
| 28   | 2     |       | Lucero Mejia         | Guatemala                    | 1 min 03 s 42 |          |
| 29   | 1     |       | Ganga Senavirathne   | Sri Lanka                    | 1 min 04 s 26 |          |
| 30   | 2     |       | Amani Alobaidli      | Bahreïn                      | 1 min 04 s 26 |          |
| 31   | 2     |       | Celina Marquez       | Salvador                     | 1 min 04 s 55 |          |
| 32   | 2     |       | Elizabeth Jimenez    | République dominicaine       | 1 min 04 s 99 |          |
| 33   | 1     |       | Denise Donelli       | Mozambique                   | 1 min 08 s 73 |          |
| 34   | 1     |       | Aynura Primova       | Turkménistan                 | 1 min 10 s 17 |          |
| 35   | 1     |       | Mek Almukhtar        | Libye                        | 1 min 10 s 99 |          |

### Demi-finales
Les huit meilleurs temps se qualifient pour la finale (F).
| Rang | Série | Ligne | Athlète              | Pays       | Temps         | Remarque |
| ---- | ----- | ----- | -------------------- | ---------- | ------------- | -------- |
| 1    | 1     | 4     | Regan Smith          | États-Unis | 57 s 97       | F        |
| 2    | 2     | 5     | Kaylee McKeown       | Australie  | 57 s 99       | F        |
| 3    | 2     | 4     | Katharine Berkoff    | États-Unis | 58 s 27       | F        |
| 4    | 2     | 6     | Iona Anderson        | Australie  | 58 s 63       | F        |
| 5    | 1     | 5     | Kylie Masse          | Canada     | 58 s 82       | F        |
| 6    | 1     | 7     | Ingrid Wilm          | Canada     | 59 s 10       | F        |
| 7    | 1     | 3     | Béryl Gastaldello    | France     | 59 s 29       | F        |
| 8    | 2     | 3     | Emma Terebo          | France     | 59 s 50       | F        |
| 9    | 1     | 6     | Carmen Weiler Sastre | Espagne    | 59 s 72       |          |
| 10   | 2     | 2     | Roos Vanotterdijk    | Belgique   | 59 s 86       |          |
| 11   | 1     | 1     | Wang Xueer           | Chine      | 59 s 89       |          |
| 12   | 2     | 7     | Wan Letian           | Chine      | 1 min 00 s 06 |          |
| 13   | 2     | 1     | Maaike de Waard      | Pays-Bas   | 1 min 00 s 22 |          |
| 14   | 1     | 2     | Kira Toussaint       | Pays-Bas   | 1 min 00 s 37 |          |
| 15   | 2     | 8     | Louise Hansson       | Suède      | 1 min 00 s 47 |          |
| 16   | 1     | 8     | Danielle Hill        | Irlande    | 1 min 00 s 80 |          |

### Finale
| Rang                                | Ligne | Athlète           | Pays       | Temps   | Remarque |
| ----------------------------------- | ----- | ----------------- | ---------- | ------- | -------- |
| Médaille d'or, Jeux olympiques      | 5     | Kaylee McKeown    | Australie  | 57 s 33 | OR       |
| Médaille d'argent, Jeux olympiques  | 4     | Regan Smith       | États-Unis | 57 s 66 |          |
| Médaille de bronze, Jeux olympiques | 3     | Katharine Berkoff | États-Unis | 57 s 98 |          |
| 4                                   | 2     | Kylie Masse       | Canada     | 58 s 29 |          |
| 5                                   | 6     | Iona Anderson     | Australie  | 58 s 98 |          |
| 6                                   | 7     | Ingrid Wilm       | Canada     | 59 s 25 |          |
| 7                                   | 8     | Emma Terebo       | France     | 59 s 40 |          |
| 8                                   | 1     | Béryl Gastaldello | France     | 59 s 80 |          |